# Troodon
Troodon (/ˈtroʊ.ədɒn/ TROH-ə-don; hoặc Troödon trong nguồn cũ) là một chi khủng long khá nhỏ, được xác định là có trí thông minh vượt trội so với một số loài cùng kích thước, giống chim này sống vào thời kỳ Campania của hậu Creta (khoảng 77 triệu năm trước). Chi này gồm ít nhất một loài, Troodon formosus, tiêu biểu cho nhiều loài khác được mô tả trong chi. Troodon có phạm vi sinh sống rộng, với hóa thạch xuất hiện xa về phía bắc tới Alaska, về phía nam tới Wyoming, có thể cả Texas và New Mexico. Hóa thạch đầu tiên được Ferdinand Hayden phát hiện năm 1855, T. formosus là một trong những khủng long đầu tiên được phát hiện ở Bắc Mỹ. Một bộ xương Troodon không hoàn chỉnh đã được tìm thấy với các vết thủng.

## Lịch sử khám phá

### Nghiên cứu ban đầu
Tên ban đầu được đánh vần Troodon (với một dấu tách đôi) bởi Joseph Leidy năm 1856. Cái tên hiện tại đã được Sauvage đặt vào năm 1876. Các mẫu loại của Troodon đã gây ra một vấn đề về phân loại. Ví dụ như toàn bộ chi dựa chỉ trên một chiếc răng duy nhất từ hệ tầng sông Judith.Từ các răng, Troodon ban đầu được phân loại như là một "lacertilian" (thằn lằn) bởi Leidy.
Năm 1924, Gilmore cho rằng chiếc răng thuộc về loài Pachycephalizard Stegocera ăn cỏ và Stegocera thực tế là một từ đồng nghĩa cơ sở của Troodon.
Việc phân loại Troodon như một Pachycephalizard đã được theo dõi trong nhiều năm, trong đó họ Pachycephalizardidae được gọi là Troodontidae.
Năm 1945, Charles Mortram Sternberg đã bác bỏ khả năng Troodon là một loài thuộc Pachycephalizard do sự giống nhau mạnh mẽ hơn với răng của những con khủng long ăn thịt khác.
Với Troodon hiện được phân loại là một thành viên của Theropod, họ Troodontidae không còn có thể được sử dụng cho loài khủng long đầu vòm, vì vậy Sternberg đã đặt tên cho một gia đình mới cho chúng là Pachycephalosauridae.

## Mô tả

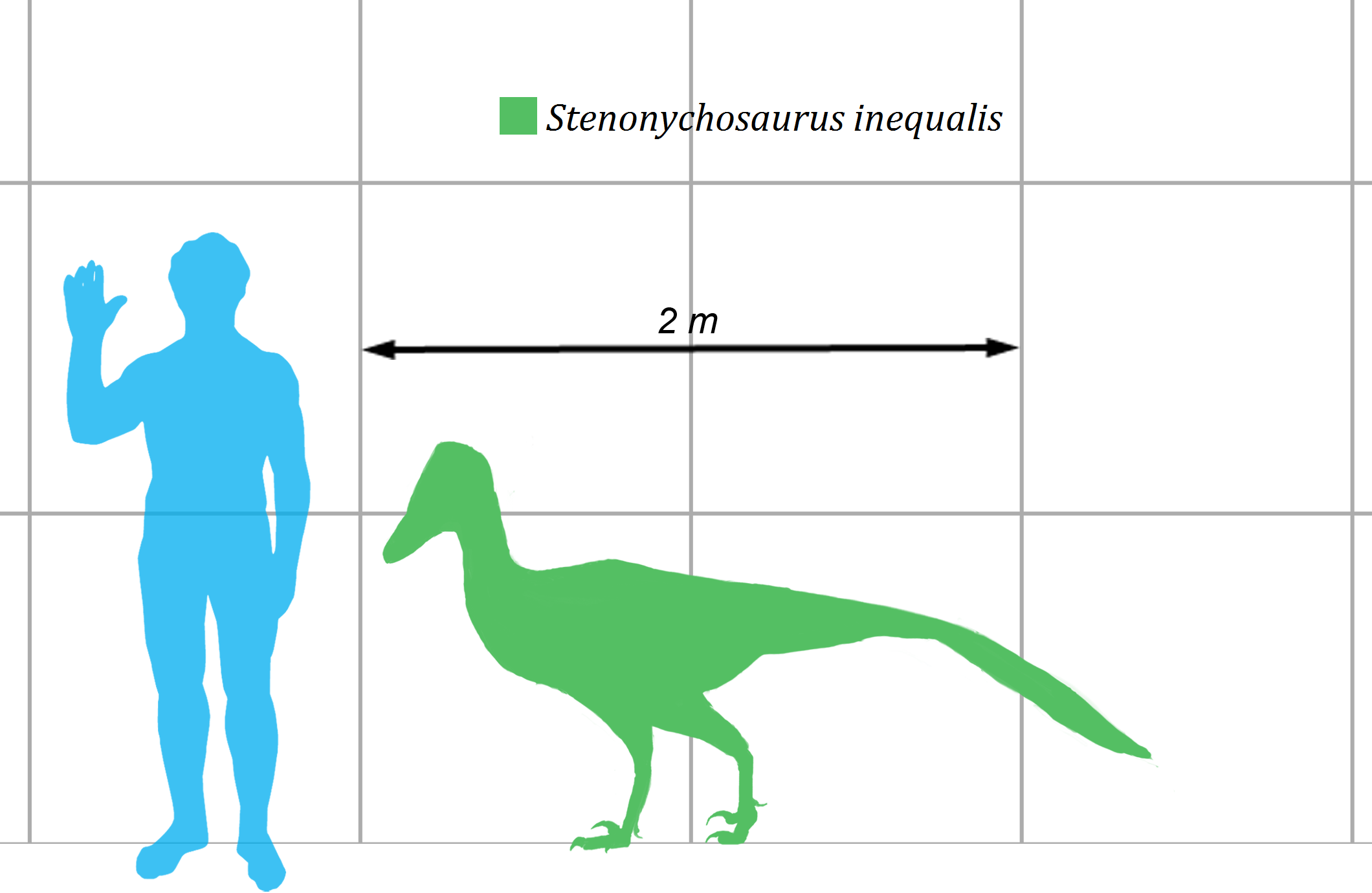
Kích thước T. inequalis so sánh với con người.

Troodon là chi khủng long nhỏ, dài 2,4 mét (7,9 ft), và nặng 50 kilôgam (110 lb). Mẫu vật lớn nhất có thể so sánh với Deinonychus và Unenlagia.
Chúng có chân sau rất dài, mảnh khảnh, chúng có thể chạy khá nhanh. Có vuốt lớn, có thể co rụt trên ngón chân thứ hai, ngón này giơ khỏi mặt đất khi chạy.